# Самарцев, Владимир Иванович
Владимир Иванович Самарцев (31 августа 1942 — 14 сентября 2014, Луганск) — советский и украинский певец, солист Луганской областной филармонии, народный артист Украины (1996).

## Биография
Детство провел в северном Казахстане, в 1952 г. семья вернулась на родину отца в станицу Новобелую Луганской области. Окончил луганское профессионально-техническе училище, затем работал на «сотом» и тепловозостроительном заводах. В свободное время парень пел в оперной студии ДК имени Ленина. Там его заметил профессор Привалов, который посоветовал поступать в Харьковскую консерваторию.
По её окончании Самарцев стал солистом Харьковской филармонии, пел на сцене Харьковского оперного театра. Среди партий: Варлаам, Пимен, Липарелло, Командор, Чудак, Малюта, Алеко. Личные трагические обстоятельства вынудили его покинуть Харьков. Четыре года он работал солистом ансамбля песни и пляски центральной группы войск в Чехословакии.
После возвращения на Украину был солистом Киевской филармонии, выступал с концертами в Чернобыльской зоне. В 1987 г. приехал в Луганск и на протяжении почти двадцати лет работал в областной филармонии. В репертуаре исполнителя насчитывалось более шестисот образцов классической оперной музыки и романсов, несколько эстрадных вокальных циклов.
В последние годы он был профессором Луганского национального университета имени Тараса Шевченко, преподавал вокал в Институте культуры и искусств.